# Wiktor Eugeniusz Nowakowski
Wiktor Eugeniusz Nowakowski (ur. 23 grudnia 1902 w Turku, zm. 23 lipca 1980 w Warszawie) – polski działacz społeczny, harcerski i urzędnik państwowy.

## Życiorys
Wiktor Eugeniusz Nowakowski od 1917 był członkiem Polskiej Organizacji Wojskowej. Brał udział w wojnie polsko-bolszewickiej, za co odznaczony został Krzyżem Walecznych. W dwudziestoleciu międzywojennym działał w harcerstwie, był członkiem Związku Służb Pożarniczych i Polskiego Czerwonego Krzyża. W Łodzi był sekretarzem Komitetu ds. Bezrobocia, członkiem Zarządu Grodzkiego Związku Rezerwistów, Komisji Teatralnej, kierownikiem referatu bezpieczeństwa (1932) oraz kierownikiem działu wojskowego (od 1936). Pracował jako sekretarz starostwa powiatowego w Turku, od września 1937 był wicestarostą w Kole, a od września 1938 starostą w Łasku.
Brał udział kampanii wrześniowej, podczas której został ciężko ranny (stracił rękę i oko). Od maja 1941 był członkiem Związku Walki Zbrojnej. Został przydzielony do Delegatury Rządu na Kraj na miasto Warszawę (działał pod pseudonimami „Nurek”, „Bimbasza”, „Luboń”). Był także zaangażowany w pomoc Żydom z getta w Warszawie. Brał udział w powstaniu warszawskim w rejonie Starego Miasta.
Po wyzwoleniu Warszawy powrócił do miasta już w marcu 1945. Kierował pracą spółdzielni „Runo” i „Rytm”. Od 1951 pełnił funkcję prezesa warszawskiej Spółdzielni Pracy „Produkcja”. W latach 1964–1969 pracował w Zarządzie Polskiego Czerwonego Krzyża. Po wojnie interesował się nim aparat bezpieczeństwa (przesłuchiwał go m.in. Józef Różański). Jednak jako jedyny przedwojenny starosta nie został aresztowany (prawdopodobnie z powodu inwalidztwa). Prowadził też ożywioną działalność społeczną – był członkiem zarządu oddziału stołecznego Polskiego Towarzystwa Historycznego, współpracował z redakcjami czasopism „Stolica”, „Życie Warszawy”, „Kultura” oraz Instytutem Tomistycznym.
Kilkukrotnie rozpoczynał prowadzenie dziennika. Zachowały się jednak tylko zapiski z powstania warszawskiego oraz dziennik prowadzony w latach 1951–1974. Opisywał w nim sytuację polityczną i życie codzienne PRL-u, swoją pracę, życie towarzyskie Warszawy. W dzienniku umieszczał też recenzje artykułów prasowych, książek i filmów. Fragmenty dzienników ukazały się w 2013 w numerze 76 kwartalnika „Karta”.
Pochowany na cmentarzu Powązkowskim (kwatera 160-2-35/36).